# Église Saint-Martin-de-Pont
L'église Saint-Martin-de-Pont est une église catholique aujourd'hui disparue, qui était située dans le hameau de Pont, dans le comté de Bourgogne.

## Histoire
L'église de Pont aurait été construite aux environs du VIe siècle.
Des fouilles archéologiques entreprises en 2005 sur le territoire de la ville de Vesoul ont permis de connaître l'emplacement exacte de l'église.